# Max Air
Max Air ist eine nigerianische Charterfluggesellschaft mit Sitz in Kano und Basis auf dem Flughafen Kano.

## Geschichte und Flugziele
Die Airline wurde im Jahre 2006 als Mangal Airlines gegründet und 2008 in MaxAir Ltd umbenannt, seither als Anbieter von Charterflügen tätig. Ein Schwerpunkt dabei ist die Beförderung von Pilgern zur Haddsch ins saudi-arabische Mekka. Im Jahr 2011 wurden dabei mehr als 60.000 Pilger befördert.
Im Juli 2023 groundete wegen Sicherheitsmängel die Zivilluftfahrtbehörde Nigerias alle 737 Flugzeuge der Fluggesellschaft. Im September 2023 wurde die Wiederaufnahme des Betriebes gemeldet.

## Flotte

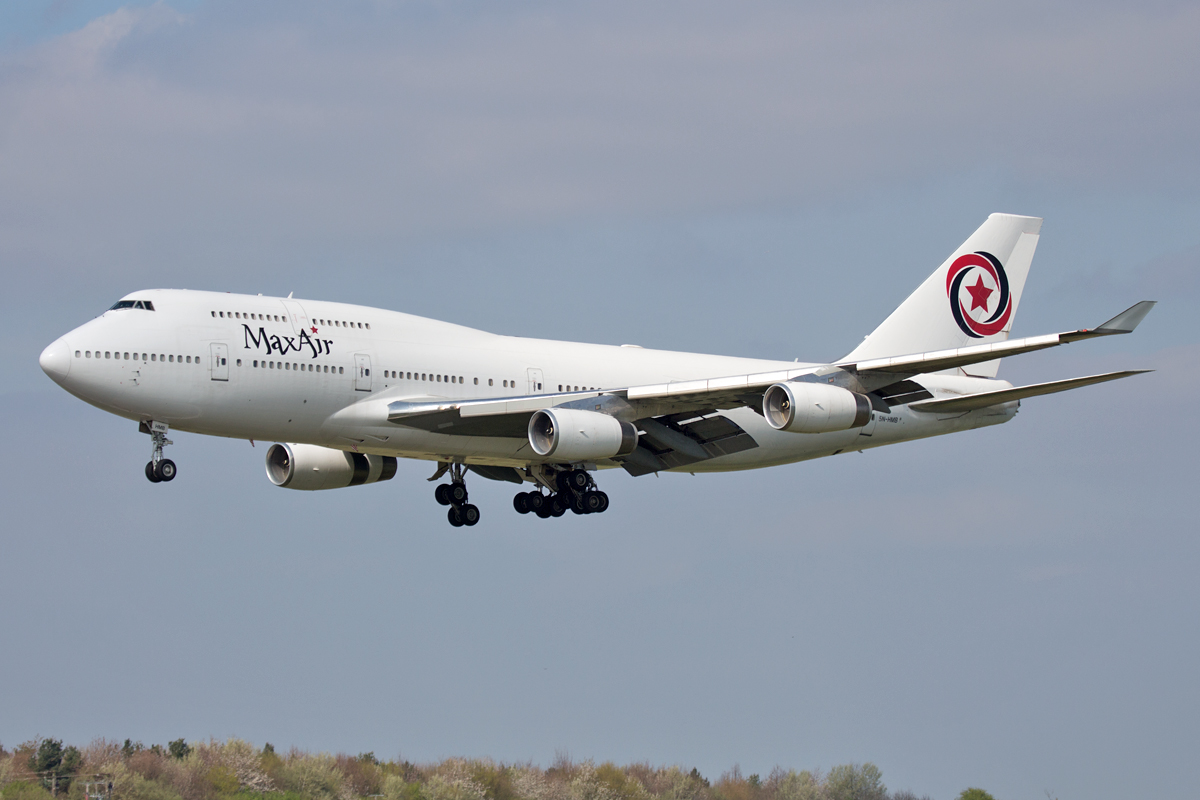
Boeing 747-400 der Max Air

### Aktuelle Flotte
Mit Stand Dezember 2023 besteht die Flotte der Max Air aus zehn Flugzeugen mit einem Durchschnittsalter von 23,7 Jahren:
| Flugzeugtyp     | Anzahl | bestellt | Anmerkungen                            | Durchschnittsalter |
| --------------- | ------ | -------- | -------------------------------------- | ------------------ |
| Boeing 737-300  | 05     |          | vier inaktiv                           | 25,8 Jahre         |
| Boeing 737-400  | 01     |          |                                        | 26,2 Jahre         |
| Boeing 747-400  | 02     |          | 1 Aktiv seit März 2024. Kennung 5N-HMM | 24,6 Jahre         |
| Boeing 777-200  | 01     |          |                                        | 16,7 Jahre         |
| Embraer ERJ 135 | 01     |          |                                        | 15,1 Jahre         |
| Gesamt          | 10     | –        |                                        | 23,7 Jahre         |

### Ehemalige Flugzeugtypen
In der Vergangenheit setzte Max Air bereits folgende Flugzeugtypen ein:
- Boeing 747-300[6]